# François Lelord

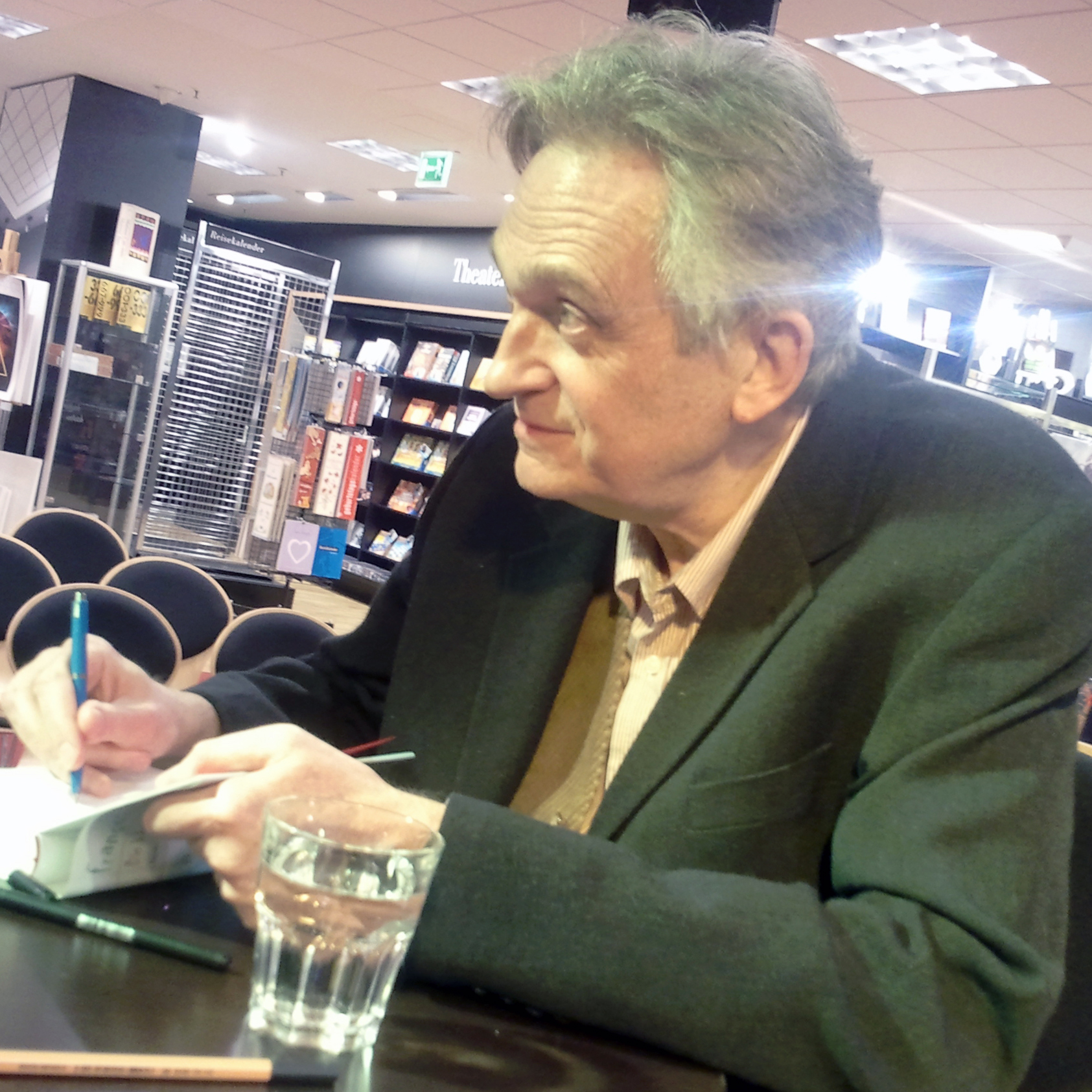
François Lelord, April 2012

François Lelord (* 22. Juni 1953 in Paris) ist ein französischer Psychiater und Schriftsteller.

## Leben
Lelord studierte Medizin und Psychologie und war nach seiner Promotion 1985 ein Jahr Postdoktorand von Robert Liberman an der University of California in Los Angeles. Danach arbeitete er zwei Jahre als Oberarzt am Hôpital Necker–Enfants malades der Universität Paris V, bevor er sich 1989 mit einer eigenen Praxis in Paris niederließ. Diese Praxis gab Lelord 1996 auf, um bis 2004 Personalabteilungen von Unternehmen und Institutionen in den Bereichen Arbeitszufriedenheit und Stress zu beraten. Seit 2004 praktiziert er als Psychiater in Krankenhäusern in Hanoi und Ho-Chi-Minh-Stadt. Lelord ist mit einer Vietnamesin verheiratet und lebt seit 2008 jeweils ein halbes Jahr in Paris und Bangkok.

„Lektion Nr. 12: Glück ist schwieriger in einem Land, das von schlechten Leuten regiert wird.“

Mit Christophe André schrieb er mehrere Fachbücher zu psychologischen Themen. Bislang publizierte er acht Romane um den Psychiater und Intellektuellen Hector (siehe Werke). Sie fanden enormen Anklang in Frankreich, standen wochenlang auf den Bestsellerlisten und erschienen in vierzehn Ländern. In Deutschland wurden bislang mehr als 1,5 Millionen Exemplare seiner Hector-Romane verkauft, mehr als in Frankreich. 2014 entstand auf Grundlage des ersten Buches der Film Hectors Reise oder die Suche nach dem Glück.

## Werke

### Sachbücher
- Les Contes d’un psychiatre ordinaire, 1993.
  - Das Geheimnis der Cellistin. Beinahe normale Fälle eines ungewöhnlichen Psychiaters. Piper, München 2011, ISBN 978-3-492-05015-9.
- Comment gérer les personnalités difficiles (mit Christophe André), 1996.
  - Der ganz normale Wahnsinn. Vom Umgang mit schwierigen Menschen. Kiepenheuer, Leipzig 1998; Aufbau, Berlin 2001, ISBN 3-7466-1687-5.
- La gestion du stress (mit Christophe André und Patrick Légeron), 1998.
- L’estime de soi. S’aimer pour mieux vivre avec les autres (mit Christophe André), 1999.
  - Die Kunst der Selbstachtung. Kiepenheuer, Leipzig 2000; Aufbau, Berlin 2002, ISBN 3-7466-1805-3.
- La Force des émotions (mit Christophe André), 2001.
  - Die Macht der Emotionen und wie sie unseren Alltag bestimmen. Kiepenheuer, Leipzig 2002;  Piper, München 2005, ISBN 3-492-24631-1.

### Belletristik
- Liberté pour les insensés. Le roman de Philippe Pinel, 2000.
- Le Voyage d’Hector ou la recherche du bonheur, 2002 (Hector, Band 1)
  - Hectors Reise oder Die Suche nach dem Glück. Piper, München 2004, ISBN 3-492-25081-5.
  - Hectors Reise oder Die Suche nach dem Glück. Hörbuch Hamburg 2013, ISBN 978-3-86952-162-6.

- Ulik au pays du désordre amoureux, 2003.
  - Im Durcheinanderland der Liebe. Piper, München 2008, ISBN 978-3-492-04670-1.
  - Im Durcheinanderland der Liebe. Hörbuch Hamburg 2009, ISBN 978-3-86952-017-9.

- Hector et les secrets de l’amour, 2005; Reclam, Stuttgart 2009, ISBN 978-3-15-019755-4 (Band 2)
  - Hector und die Geheimnisse der Liebe. Piper, München 2005, ISBN 3-492-24991-4.
  - Hector und die Geheimnisse der Liebe. Hörbuch Hamburg 2013, ISBN 978-3-86952-163-3.

- Le Nouveau Voyage d’Hector. À la poursuite du temps qui passe, 2006 (Band 3)
  - Hector und die Entdeckung der Zeit. Piper, München 2006, ISBN 3-492-25267-2.
  - Hector und die Entdeckung der Zeit. Hörbuch Hamburg 2013, ISBN 978-3-86952-068-1.

- Petit Hector apprend la vie, 2010 (Band 4)
  - Hector & Hector und die Geheimnisse des Lebens. Piper, München 2009, ISBN 978-3-492-05167-5.
  - Hector & Hector und die Geheimnisse des Lebens. Hörbuch Hamburg 2013, ISBN 978-3-86952-161-9.

- Hector und das Wunder der Freundschaft. Piper, München 2010, ISBN 978-3-492-05166-8 (Band 5)
- Hector und das Wunder der Freundschaft. Hörbuch Hamburg 2013, ISBN 978-3-86952-160-2 (Band 5)

- Hectors Reisen. Die schönsten Gedanken und Zitate. Ars Edition, München 2011, ISBN 978-3-7607-6822-9.

- La Petite Marchande de Souvenirs, 2013.
  - Die kleine Souvenirverkäuferin. Piper, München 2012, ISBN 978-3-492-05490-4.
  - Die kleine Souvenirverkäuferin. Hörbuch Hamburg 2012, ISBN 978-3-86952-108-4.

- Hector veut changer de vie, 2014.
  - Hector fängt ein neues Leben an. Piper, München 2013, ISBN 978-3-492-05491-1 (Band 6).
  - Hector fängt ein neues Leben an. Hörbuch Hamburg 2015, ISBN 978-3-86952-256-2 (Band 6).

- Das Geheimnis der Cellistin. Hörbuch Hamburg 2011, ISBN 978-3-86952-084-1.

- Le jeune homme qui voulait savoir si le Paradis existe, 2016.
  - Hector und die Suche nach dem Paradies: Hectors erste Reise. Piper, München 2017, ISBN 978-3-492-31035-2 (Band 7).
  - Hector und die Suche nach dem Paradies: Hectors erste Reise. Hörbuch Hamburg, 2017, ISBN 978-3-86952-353-8 (Band 7).

- Hector et les lunettes roses pour aimer la vie, 2018.
  - Hector und die Kunst der Zuversicht. Piper, München 2018, ISBN 978-3-492-05628-1 (Band 8).
  - Hector und die Kunst der Zuversicht. Hörbuch Hamburg, 2018, ISBN 978-3-86952-378-1 (Band 8).
- Il était une fois une planète bleue
  - Es war einmal ein blauer Planet, Penguin München 2020, ISBN 978-3-328-60106-7
  - Es war einmal ein blauer Planet, Hörverlag 2020, ISBN 978-3-8445-3972-1